# Casa de la Apicultura
La Casa de la Apicultura es un centro de divulgación e interpretación situado en el concejo asturiano de Boal (más concretamente en la localidad de Los Mazos, a unos 2 km de la capital municipal tomando la carretera AS-12 en dirección a Navia) que alberga una Colección Museográfica relacionada en su totalidad con la apicultura. Es la única de carácter apícola registrada en la Consejería de Cultura del Principado de Asturias, algo que no resulta sorprendente al haber sido dicha actividad tradicionalmente muy importante para el concejo, cuya miel goza de reconocida calidad.
La casa tiene una doble finalidad: por una parte, ejerce de foco cultural y, por otro lado, se erige en centro de formación e información para el apicultor de la zona. Se ubica en una escuela rural (edificada a mediados de los años 30, como otras muchas del Concejo, por la Sociedad de Instrucción Naturales del Concejo de Boal, fundada en La Habana, Cuba, en 1911), y rehabilitada para esta nueva función.
Cuenta con las siguientes instalaciones:
- Sala de audiovisuales.
- Biblioteca temática apícola.
- Exposición permanente.

La exposición permanente consta de más de un centenar de piezas, todas ellas debidamente catalogadas e inventariadas, y está relacionada fundamentalmente con la apicultura tradicional en la zona y la evolución del sector en la región, siendo acompañada por una serie de paneles informativos cuyo texto y fotos están extraídos del libro Las abejas, la miel y la cera en la sociedad tradicional asturiana, de Xuaco López Álvarez. La visita muestra el papel que jugaban la miel y la cera en el caserío tradicional asturiano, cómo se extraían, dónde y cómo eran colocadas las colmenas, y cómo progresivamente se fue incorporando la apicultura moderna, con la organización de la colonia y las nuevas técnicas de extracción, para dar cuenta de los productos de la colmena y sus aplicaciones actuales. El recorrido por la exposición se completa con la proyección de un audiovisual monográfico relacionado con la miel y la cera.
La visita es concertada, siendo para ello necesario contactar con el Ayuntamiento de Boal.